# Сражение при Ольтенице
Сражение при Ольтенице, атака Ольтеницкого карантина — одно из первых сражений Крымской войны, произошло 23 октября (4 ноября) 1853 года между русской армией под командованием генерал от инфантерии П. А. Данненберга и турецкой под командованием Омер-паши.
В ходе сражения атака русских войск затянулась из-за топкой местности и они стали нести потери. В решительный момент русское командование заколебалось и дало приказ на отход. Они отступили в полном порядке по приказу корпусного командира П. А. Данненберга. Позиции остались за османами. Позднее турецкие войска покинули левый берег Дуная, уничтожив свои укрепления.

## Численность и диспозиция сил

### Турецкие
В ночь на 20 октября (1 ноября) 1853 года турецкие силы скрытно начали переправляться на остров близ устья р. Арджеш, а оттуда к 5 часам пополудни 21 октября (2 ноября) на левый берег Дуная постепенно переправились и заняли Ольтеницкий каменный карантин от 8 до 10 тысяч человек (в официальном отчёте Омер-паши — 3 роты пехоты, 2 роты стрелков и 150 кавалерии при 6 орудиях). Перед ним пригнанные турками болгары соорудили ретраншемент, на котором были расположены 20 орудий (9 впереди, 7 слева и 4 справа). На покатостях высот правого берега в 212 сажень шириной были расположены 6 орудий большого калибра, с которых через реку простреливалось значительное пространство перед карантином. У пристани левого берега ниже карантина также расположились 5 судов, вооружённых орудиями, с которых настильно простреливалась местность между карантином и Ново-Ольтеницой. Кроме этого одна батарея была расположена на острове, с которого простреливалась эта же местность с фланга.
Омер-паша с иностранными военными советниками и наблюдателями оставался в Тутракане.

### Русские
22 октября (3 ноября) 2 эскадрона улан и 3 сотни казаков при 2 конных орудиях под началом Генштаба полковника Эрнрота провели усиленную рекогносцировку турецких позиций. Последний доложил Горчакову, что турецкие позиции карантина слабо укреплены и заняты слабыми силами, заверив, что двух батальонов достаточно, чтобы выбить неприятеля не только из карантина, но и с острова.
23 октября (4 ноября) русский отряд после сбора у Старой Ольтенице общей численностью 6 тысяч человек при 26 орудиях прошёл это селение и построился в боевой порядок. Он состоял из Селенгинского (4 батальона) и Якутского (4 батальона) пехотных полков, роты 5-го сапёрного батальона, 6 эскадронов Ольвиопольского уланского полка и 3 сотен Донского казачьего № 34 полка. При отряде были 12 орудий батарейной № 3 и 12 орудий лёгкой № 5 батарей 11-й артиллерийской бригады, а также 2 орудия донской № 9 батареи (в своём отчёте Омер-паша писал, что несколько османских батальонов сражались против 20 пехотных батальонов и 4 кавалерийских полков русских).
Правый фланг, который развернулся в левого берега Арджеша на высоте с. Ново-Ольтеница под началом генерал-майора А. Р. Охтерлоне, составили 1-й и 2-й батальоны Селенгинского пехотного полка при 4 орудиях лёгкой № 5 батареи. Перед ними была раскинута цепь штуцерныех стрелков. Левый фланг развернулся справа от дороги из Ново-Ольтеницы на карантин. В него вошли: батарейная № 3 батарея (12 орудий), а влево от неё уступами в колонах — 3-й и 4-й батальоны Селенгинского полка. Пехота находилась в распоряжении генерал-лейтенанта П. Я. Павлова, а артиллерия — генерал-майора В. Х. Сикстеля. Резерв, в который вошли все 4 батальона Якутского пехотного полка при 8 орудиях лёгкой № 5 батареи и рота 5-го сапёрного батальона, был расположен за левым крылом за Ново-Ольтеницей. 6 эскадронов Ольвиопольского уланского полка под началом полковника Н. Ф. Козлянинова при 2 конных орудиях донской № 9 батареи расположились слева от того же селения, а 3 сотни Донского казачьего № 34 полка под началом полковника Власова сосредоточились на флангах боевого порядка.
Корпусной командир генерал от инфантерии П. А. Данненберг с сапёрной ротой и жандармской командой находился в Ново-Ольтенице.

## Ход сражения
23 октября (4 ноября) в первом часу дня русские колонны выступили на Ольтеницкий карантин. Русская артиллерия, расположившись в 450 саженях от карантина, начала артподготовку, на которую турецкая артиллерия ответила интенсивным огнём из карантина, из судов, с острова и с противоположного берега. В то же время на правом фланге штуцерные стрелки Селенгинского полка выдвинулись вперёд и открыли огонь по артиллерийским расчётам неприятеля, защищавшим карантин. Кавалерия с двумя конными орудиями заняла рощу в 500 сажень от турецких судов и принялась их обстреливать. По мере подавления огня противника русская артиллерия постепенно продвигалась вперёд на 50 сажень.
В результате 3-часовой артподготовки на турецких позициях было взорвано два зарядных ящика и сожжено одно двухмачтовое судно. Ввиду большой скученности турецких войск на узком пространстве, они понесли значительные потери от картечного огня русской артиллерии. В то же время от огня турецкой артиллерии значительные потери понесли находившиеся в кустарниках 3-й и 4-й батальоны Селенгинского полка и выведенный из резерва на открытой местности Якутский полк.
В 3 часа дня, после того как русская артиллерия подошла на расстояние в 250 сажень к карантину и в значительной степени подавила огонь противника, пехота двинулась на штурм укреплений. В центре прямо на укрепление шли 3-й и 4-й батальоны Селенгинского полка. Второй линией уступами за 3-м батальоном селенгинцев шли 1-й и 3-й батальоны Якутского полка, а за 2-м — 2-й и 4-й батальоны того же полка. 1-й и 2-й батальоны Селенгинского полка двигались вдоль реки Арджеша. Не дойдя 100 сажень до карантина, 3-й и 4-й батальоны Селенгинского полка завязли в топком болотистом рву, в котором у бойцов проваливались ноги по колено. В этот момент со всех турецких позиций был открыт шквальный картечный и ружейный огонь. Вышедшие из кустарников 1-й и 2-й батальоны селенгинцев также попали под интенсивный артиллерийский и ружейный огонь неприятеля. Находившаяся в центре батарея подполковника К. Ф. Шейдемана и два орудия с правого фланга подпоручика М. А. Врончевского приблизились на расстояние 120 саженей от карантина и открыли ответный огонь.
Болотистый ров задержал русские колонны на 6 минут; выбравшись из него, они продолжили движение. Однако, пройдя ещё 40 саженей, батальоны оказались в ещё более топкой низине, которая задержала их ещё на 5 минут под ещё «более губительным огнём турок», так как русская артиллерия, ввиду непосредственной близости своей пехоты к неприятельским позициям, уже не могла вести огонь. В этот раз первыми преодолели ров с более свежими силами 1-й и 3-й батальоны Якутского полка, которые, обойдя по сторонам понёсший значительные потери 3-й батальон Селенгинского полка, перестроились в ротные колонны и двинулись на укрепление с фронта. За ними, выбравшись из болота, устремились и остальные подразделения, также перестраиваясь в колонны поротно. К этому времени бо́льшая часть штаб-офицеров и все офицеры знамённых рот были убиты или ранены. Многие солдаты и офицеры получили по несколько ранений и контузий, но продолжали идти.
В это время турки спешно принялись снимать свою артиллерию с ретраншемента и свозить её к берегу, чтобы успеть погрузить её на суда. К берегу также устремились покинувшие свои позиции турецкие пехота и кавалерия. Передние ряды русской пехоты тем временем уже спустились в ров перед укреплением. Первыми достигли рва Селенгинского полка поручик Зиненко и Якутского полка прапорщик Раздеришин. Но в это время генерал от инфантерии П. А. Данненберг, который посчитал, что под турецким огнём с правого берега карантин удержать будет невозможно, прислал генерал-лейтенанту П. Я. Павлову приказ об отступлении. Русские «неохотно», но в полном порядке начали отступать, под прикрытием артиллерии подбирая своих убитых и раненых. Через некоторое время на отступающих устремилась турецкая кавалерия, которая сразу была остановлена огнём русской артиллерии.